# 1971 a sportban
1971 a sportban az 1971-es év fontosabb sporteseményeit tartalmazza az alábbiak szerint:

## Események
- január 23–24. férfi gyorskorcsolya Európa-bajnokság, Heerenveen
- január 31–február 1. női gyorskorcsolya Európa-bajnokság, Leningrád
- február 2–6. műkorcsolya Európa-bajnokság, Zürich
- február 6–7. női gyorskorcsolya világbajnokság, Helsinki
- február 13–14. férfi gyorskorcsolya világbajnokság, Göteborg
- február 20–21. sprint gyorskorcsolya világbajnokság, Inzell
- február 23–27. műkorcsolya világbajnokság, Lyon
- február 26–március 7. jégkorong-világbajnokság C csoport, Nijmegen, Utrecht, Eindhoven, Tilburg, Rotterdam, Geleen, ’s-Hertogenbosch, Groningen
- március 5–15. jégkorong-világbajnokság B csoport, Bern, Genf, Lyss, La Chaux-de-Fonds
- március 13–14. fedett pályás atlétikai Európa-bajnokság, Szófia
- március 16–20. légfegyveres-Európa-bajnokság, Most
- március 19–április 3. jégkorong-világbajnokság A csoport, Bern, Genf
- május 15–29. női kosárlabda-világbajnokság, São Paulo, Recife, Niterói, Brazíliaváros
- május 14–15. férfi tornász Európa-bajnokság, Madrid
- május 20–24. Cselgáncs Európa-bajnokság, Göteborg
- március 28–április 7. asztalitenisz világbajnokság, Nagoja
- június 5–16. vívó-világbajnokság, Bécs
- június 11–19. ökölvívó-Európa-bajnokság, Madrid
- június 17–20. kajak-kenu szlalom világbajnokság, Merano
- június 17–20. díjlovagló Európa-bajnokság, Wolfsburg
- június 19–27. súlyemelő Európa-bajnokság, Szófia
- június 24–július 4. férfi díjugrató Európa-bajnokság, Aachen
- július 28–31. íjász-világbajnokság, York
- július 22–augusztus 1. repülőhollandi világbajnokság, La Rochelle
- augusztus 1–8. csillaghajó Európa-bajnokság, Cascais
- augusztus 10–15. atlétikai Európa-bajnokság, Helsinki
- augusztus 12–22. Evezős Európa-bajnokság, Koppenhága
- augusztus 13–21. finndingi Európa-bajnokság, Athén
- augusztus 22–2. sportlövő Európa-bajnokság, Suhl
- augusztus 25–31. pályakerékpáros világbajnokság, Varese
- augusztus 27–29. kajak-kenu világbajnokság, Belgrád
- augusztus 27–29. női díjugrató Európa-bajnokság, Sankt Gallen
- augusztus 27–szeptember 5. Birkózó világbajnokság, Szófia
- szeptember 2–4. Cselgáncs világbajnokság, Ludwigshafen
- szeptember 2–4. országúti kerékpáros világbajnokság, Mendrisio
- szeptember 2–5. military Európa-bajnokság, Burghley
- szeptember 10–19. férfi kosárlabda-Európa-bajnokság, Essen, Böblingen
- szeptember 17–19. fogathajtó Európa-bajnokság, Budapest
- szeptember 18–19. koronglövő Európa-bajnokság, Bologna
- szeptember 18–26. súlyemelő világbajnokság, Lima
- szeptember 23–október 1. férfi röplabda-Európa-bajnokság, Imola, Bergamo, Ancona, Milánó, Torino, Modena, Bologna
- szeptember 23–október 1. női röplabda-Európa-bajnokság, Gorizia, Reggio Emilia, Imola, Modena, Bologna
- október 9–13. öttusa-világbajnokság, San Antonio
- október 16–17. női tornász Európa-bajnokság, Minszk
- december 11–19. női kézilabda-világbajnokság
- Jackie Stewart (Tyrrell) nyeri a Formula–1-es világbajnokságot.

## Születések
- január 5. – Bjørn Otto Bragstad, norvég válogatott labdarúgó
- január 16.
  - Sergi Bruguera, spanyol teniszező
  - Ulrich van Gobbel, válogatott holland labdarúgó
- január 18. – Josep Guardiola, olimpiai bajnok spanyol válogatott labdarúgó, edző
- január 19. – Phil Nevin, amerikai baseballjátékos
- január 22. – Vladimir Hernandez, kubai–magyar kettős állampolgárságú kézilabdázó, kapus († 2004)
- február 1. – Zlatko Zahovič, szlovén labdarúgó
- február 5. – Sophie Lefranc-Duvillard, francia alpesisíző († 2017)
- február 17. – Gheorghe Mureșan, román kosárlabdázó
- február 20. – Jari Litmanen, finn labdarúgó
- február 24. – Pedro de la Rosa, spanyol autóversenyző, Formula–1-es pilóta
- március 5. – Jeffrey Hammonds, amerikai baseballjátékos, olimpikon
- március 10. – Eugenia Golea, világbajnok, olimpiai és Európa-bajnoki ezüstérmes román tornász, edző
- március 11. – Liesbeth Migchelsen, holland bajnok és holland kupa-győztes holland válogatott női labdarúgó († 2020)
- március 15. – Constanța Burcică-Pipotă, olimpiai és világbajnok román evezős
- március 17.
  - Engelhardt Katalin, paralimpiai bajnok, paralimpiai világbajnok, kétszeres Európa-bajnok paraúszó, sportmenedzser
  - Vlagyiszlav Jurjevics Pavlovics, olimpiai bajnok orosz tőrvívó
- március 23. – Jacques Joubert, amerikai válogatott jégkorongozó
- március 27. – David Coulthard, skót autóversenyző, Formula–1-es pilóta
- március 30. – Jamie Heward, világbajnok kanadai válogatott jégkorongozó, edző
- március 31. – Ramón Garbey, kubai ökölvívó
- április 3. – Július Nôta, szlovák labdarúgó († 2009)
- április 9.
  - Kim Jongho, olimpiai bajnok, világbajnoki ezüstérmes dél-koreai tőrvívó
  - Jacques Villeneuve, kanadai autóversenyző
- április 10. – Juanele, spanyol válogatott labdarúgó
- április 12. – Edwin Straver, holland motorversenyző († 2020)
- május 4. – Steven Flomenhoft, amerikai jégkorongozó
- május 10. – David Lelei, kenyai atléta († 2010)
- május 14. – Oséas, brazil válogatott labdarúgó
- május 18.
  - Elvis Gregory, világbajnok, olimpiai ezüstérmes kubai tőrvívó
  - B. J. Wallace, amerikai baseballjátékos, olimpikon
- május 20. – Šárka Kašpárková, olimpiai bronzérmes és világbajnok cseh atléta, hármasugró
- május 30. – Daren Zenner, kanadai ökölvívó († 2020)
- június 15. – Zlatomir Zagorcsics, szerb születésú bolgár válogatott labdarúgó, edző
- június 26. – Max Biaggi, olasz motorversenyző
- június 28. – Fabien Barthez, francia labdarúgó
- július 4. – Steve Rucchin, kanadai válogatott jégkorongozó
- július 11. – Antonio Carlos Ortega Perez, spanyol válogatott kézilabdázó, edző
- július 14. – Giovanni Savarese, venezuelai válogatott labdarúgó, edző
- július 21. – Erik Mykland, norvég válogatott labdarúgó
- július 30. – Calvin Murray, amerikai baseballjátékos
- augusztus 4. – Jeff Gordon, amerikai autóversenyző
- augusztus 10. – Roy Keane, ír válogatott labdarúgó, edző
- augusztus 12. – Pete Sampras, amerikai teniszező
- augusztus 18. – Albie Lopez, junior világbajnok és World Series bajnok amerikai baseballjátékos
- augusztus 19. – Mary Joe Fernández, olimpiai bajnok dominikai születésű amerikai teniszezőnő
- augusztus 25. – Gilberto Simoni, olasz kerékpáros
- szeptember 1.
  - Hakan Şükür, török labdarúgó
  - Iván Trevejo, világbajnok, olimpiai ezüstérmes kubai párbajtőrvívó, 2010-től Franciaország színeiben versenyez
- szeptember 7. – Sasha Lakovic, kanadai jégkorongozó († 2017)
- szeptember 8. – Daniel Petrov, bolgár ökölvívó
- szeptember 10. – Christian Lattanzio, olasz labdarúgóedző
- szeptember 13. – Goran Ivanišević, horvát teniszező
- szeptember 17. – Slavko Goluža, olimpiai és világbajnok horvát válogatott kézilabdázó, edző
- szeptember 18. – Lance Armstrong, amerikai kerékpáros
- szeptember 20. – Henrik Larsson, svéd válogatott labdarúgó
- szeptember 26. – Darnell Hall, olimpiai bajnok amerikai atléta
- október 3. – Máténé Varju Edit, magyar ultrafutó
- október 10. – Reynald Pedros, francia válogatott labdarúgó
- október 13. – André Bergdølmo, norvég válogatott labdarúgó
- október 15.
  - Chad Mottola, amerikai baseballjátékos
  - Sztojcso Sztoilov, bolgár válogatott labdarúgó
- október 18. – Líber Vespa, uruguayi válogatott labdarúgó, középpályás, edző († 2018)
- október 22. – Tomislav Erceg, horvát válogatott labdarúgó
- november 9. – Justin Pipe, angol dartsjátékos
- november 11. – Ludwig Preis, német labdarúgó, edző († 2017)
- november 17. – Michael Adams, angol sakkozó, nemzetközi nagymester, világbajnoki döntős
- december 6. – Richard Krajicek, holland teniszező († 1996)
- december 9. – Alekszandr Babcsenko, kirgiz sportlövő, olimpikon
- december 13. – Heiko Herrlich, német válogatott labdarúgó, edző
- december 18. – Arantxa Sánchez Vicario, spanyol teniszező
- december 28. – Sergi Barjuán, spanyol válogatott labdarúgó, edző
- december 31. – Rolando Tucker, világbajnok, olimpiai bronzérmes kubai tőrvívó

## Halálozások
- január 9. – Elmer Flick, amerikai baseballjátékos, National Baseball Hall of Fame and Museum (* 1876)
- január 31. – Steve Yerkes, World Series bajnok amerikai baseballjátékos (* 1888)
- február 3. – Kazimierz Materski, Európa-bajnoki ezüstérmes lengyel jégkorongozó, olimpikon (* 1906)
- február 15. – Gösta Törner, olimpiai bajnok svéd tornász (* 1895)
- március 10. – Bill James, World Series bajnok amerikai baseballjátékos (* 1892)
- április 3. – Jacques Ochs, belga festő, illusztrátor, olimpiai bajnok vívó (* 1883)
- április 4. – Carl Mays, World Series bajnok amerikai baseballjátékos (* 1891)
- április 19. – Gioacchino Guaragna, olimpiai és világbajnok olasz tőrvívó (* 1908)
- május 9. – Ströck Albert, román és magyar válogatott labdarúgó, csatár (* 1903)
- május 15.
  - Goose Goslin, World Series bajnok amerikai baseballjátékos, National Baseball Hall of Fame and Museum (* 1900)
  - Carl Krebs, olimpiai bronzérmes dán tornász (* 1889)
- május 19. – Albert Guinchard, svájci válogatott labdarúgó (* 1914)
- június ? – Sepp Göbl, olimpikon, Európa-bajnok, Európa-bajnoki ezüstérmes osztrák jégkorongozó (* 1905)
- június 30. – Nikola Kotkov, bolgár válogatott labdarúgó (* 1938)
- július 1. – Walt Kinney, amerikai baseballjátékos (* 1893)
- július 4. – Weichelt Károly, magyar nemzetiségű román válogatott labdarúgókapus (* 1906)
- július 6. – Ciro Verratti, olimpiai és világbajnok olasz tőrvívó, színész (* 1907)
- július 7. – Otto Authén, olimpiai ezüstérmes norvég tornász (* 1886)
- július 11. – Rodolfo Terlizzi, olimpiai és világbajnok olasz tőrvívó  (* 1896)
- július 13. – Lucjan Kulej, lengyel jégkorongozó, olimpikon (* 1896)
- július 16. – Earl McNeely, World Series bajnok amerikai baseballjátékos, edző (* 1898)
- július 20. – Olaf Ingebrigtsen, olimpiai bronzérmes norvég tornász (* 1892)
- július 21. – Dusóczky Andor orvos, az első magyar okleveles sportorvos (* 1900)
- augusztus 18. – Carl Pedersen, olimpiai bronzérmes dán tornász (* 1883)
- szeptember 17. – Hack Miller, World Series bajnok amerikai baseballjátékos (* 1894)
- szeptember 29. – François Claessens, olimpiai ezüstérmes belga tornász (* 1897)
- október 24. – Jo Siffert, svájci autóversenyző, Formula–1-es pilóta (* 1936)
- október 29. – Vogl Imre, magyar nemzetiségű román válogatott labdarúgó, hátvéd, edző († 1905)
- november 2. – Edwin Frazier, olimpiai ezüstérmes amerikai jégkorongozó kapus (* 1907)
- november 21. – Josef Košťálek, világbajnoki ezüstérmes csehszlovák válogatott labdarúgó (* 1909)
- november 22. – Zakariás József, az Aranycsapat kiemelkedő középpályása (* 1924)
- december 1. – Hans Eiler Pedersen, olimpiai ezüstérmes dán tornász (* 1890)
- december 22. – Walter Byron, olimpiai bajnok kanadai jégkorongozó (* 1894)